# ایکاروس اس-۴۹
ایکاروس اس-۴۹ (به انگلیسی: Ikarus_S-49) یک هواگرد از نوع هواپیمای جنگنده ساخت شرکت Ikarus Aircraft Factory است. هواگرد ایکاروس اس-۴۹ نخستین پروازش را در ژوئن ۱۹۴۹ میلادی انجام داد. این هواگرد در سال ۱۹۵۰ میلادی رسماً معرفی گردید. در مجموع، تعداد ۱۵۸ فروند از این هواگرد ساخته شده‌است.
طراح این هواگرد، Kosta Sivčev, Svetozar Popović, Slobodan Zrnić بود.